# Баскин, Марк Петрович
Марк Петро́вич Ба́скин (8 [20] декабря 1899 — 1964) — советский философ

, профессор МГУ.

## Биография
Родился в Полтаве в семье врача. В 1919 г. окончил университет имени А. Л. Шанявского в Москве; в том же году вступил в РКП(б).
Работал в Главполитросвете. С 1919 г. преподавал философию в вузах Москвы, Харькова, Оренбурга. В 1930—1931 гг. заведовал кафедрой исторического и диалектического материализма физико-механического факультета МГУ (общей также для биологического факультета).
С 1944 г. — старший научный сотрудник Института философии Академии наук СССР. Работал в группе по истории социологически учений.  В 1946-1947 г. руководил сектором социологии в этом же институте. Автор статьи "Социология" в Большой советской энциклопедии .

### О нём
В 30-е годы он практически не публиковался, если не считать не очень удачной статьи с критикой Августина Блаженного. Если же обратить внимание на персоналии в справочном аппарате его публикаций в 20-е годы, то можно установить идейные предпочтения Баскина, связанные с именами Богданова, Покровского, Бухарина и Преображенского. С таким творческим наследием трудно было рассчитывать на одобрение идеологического руководства после 1929
года. Но, так или иначе, в 1946 году авторитет Баскина в области критики буржуазных социологических концепций можно считать несомненным. 

## Научная деятельность
Основные направления исследований — история философии, эстетика, современная буржуазная социология.
Автор книги о французском философе-просветителе Шарле-Луи де Монтескьё (1689—1755) и др.

### Избранные труды
Источник — электронные каталоги РНБ.
- Антирелигиозный учебник : Для кружков и самообразования / Сост.: М. Баскин, С. Бахрушин, С. Глязер и др. ; Под ред. М. М. Шейнмана. — 3-е изд., испр. — М.: ГАИЗ, 1939. — 472 с. — 30 000 экз.
- Баскин М. П. Азбука самообразования для рабочих и крестьян. — Харьков: Пролетарий, 1926. — 75 с.
- Баскин М. П. Англо-американская социология на службе империализма. — М.; Л.: Изд-во АН СССР, 1949. — 180 с. — 8000 экз.
- Баскин М. П. Верховный Совет РСФСР. — М.: Молодая гвардия, 1938. — 48 с. — 100 000 экз.
- Баскин М. П. Войны справедливые и несправедливые. — [М.]: Госполитиздат, 1939. — 56 с. — 200 000 экз.
- Баскин М. П. [Вступит. статья] // Монтескьё Ш. Л. Избранные произведения. — М.: Госполитиздат, 1955. — С. 5-46.
- Баскин М. П. [Вступит. статья] // Танеев В. И. Детство. Юность. Мысли о будущем. — М.: Изд-во АН СССР, 1959. — С. 3-45.
- Баскин М. П. Идеология общества эпохи зарождения капитализма. — М.; Л.: Молодая гвардия, 1930. — 72 с. — (История развития общественной формации [в отдельных очерках]). — 5100 экз.
- Баскин М. П. Идеология феодальной эпохи. — М.; Л.: Молодая гвардия, 1929. — 91 с. — (История развития общественных форм в отдельных очерках). — 4000 экз.
- Баскин М. П. Как изучать исторический материализм. — М.; Л.: Молодая гвардия, 1930. — 61 с. — (Библиотечка комсомольского актива / Под ред. А. Удальцова. Серия «Исторический материализм»). — 10 100 экз.
- Баскин М. П. Как изучать политграмоту : (Пособие для рабочих). — М.: Труд и книга, 1925. — 56 с.
  - . — 2-е изд., доп. — М.: Труд и книга, 1925. — 99 с.
- Баскин М. П. Католицизм — враг науки. — М.: Госкультпросветиздат, 1952. — 46 с. — (В помощь лектору ; № 21). — 40 000 экз.
- Баскин М. П. Классики марксизма-ленинизма о коммунистической морали. — Ташкент: Правда Востока : Кзыл Узбекистан, 1948. — 23 с. — (Попул. лекции для молодёжи). — 5000 экз.
- Баскин М. П. Классики марксизма-ленинизма о коммунистической морали : Стенограмма лекции. — [М.]: Молодая гвардия, 1946. — 16 с. — 50 000 экз.
- Баскин М. П. Кризис буржуазного сознания : Индивидуализм и его крах. — М.: Изд-во АН СССР, 1962. — 304 с. — 5000 экз.
- Баскин М. П. Ленин как материалист и диалектик. — [М.]: Новая Москва, 1924. — 38 с.
- Баскин М. П. Материал к лекции на тему «Шарль Луи Монтескьё — выдающийся французский мыслитель». — М., 1955. — 32 с. — 1100 экз.
- Баскин М. П. Материализм и религия. — М.: Госполитиздат, 1955. — 136 с. — 150 000 экз.
- Баскин М. П. «Молот ведьм», как классический образчик средневекового миросозерцания // Шпренгер Я., Инститорис Г. Молот ведьм. — Борисов, 1932. — С. 58-87.
- Баскин М. П. Монтескьё. — М.: Мысль, 1965. — 190 с. — 20 000 экз.
  - . — 2-е изд. — М.: Мысль, 1975. — 165 с. — 40 000 экз.
- Баскин М. П. Шарль Луи Монтескьё — выдающийся французский мыслитель XVIII века. — М.: Знание, 1955. — 24 с. — 143 000 экз.
- Баскин М. П. Наше мировоззрение. — [Харьков]: Пролетарий, 1925. — 22 с.
- Баскин М. П. Пропаганда материализма в романе Чернышевского «Что делать». — М.: Индустр.-педагогич. ин-та им. К. Либкнехта, 1929. — 15 с.
- Баскин М. П. Современная американская буржуазная социология на службе экспансионизма. — М.: Изд-во АН СССР, 1952. — 196 с. — 10 000 экз.
- Баскин М. П. Учение Карла Маркса : (Пособие для самообразования). — М. ; Л.: Гос. изд-во, 1926. — 80 с.
- Баскин М. П. Фидеизм и идеализм на службе у англо-американского империализма : Стенограмма публичной лекции. — М.: [Правда], 1951. — 32 с. — 170 000 экз.
- Баскин М. Π. Мишель Монтень как философ. [Статья в Приложениях к "Мишель Монтень. Опыты. Том первый".] Издательство Академии Наук СССР, Москва-Ленинград, 1954. — с.с. 471-489
- Баскин М. П. Философия американского просвещения : Лекция. — М.: Изд-во Моск. ун-та, 1955. — 27 с. — 14 000 экз.
- Баскин М. П. Философия и жизнь. — М.: Знание, 1961. — 40 с. — 25 000 экз.
- Баскин М. П. Философия немецкого просвещения : Из курса лекций по истории философии. — М.: Изд-во Моск. ун-та, 1954. — 48 с. — 10 000 экз.
- Баскин М. П. Философия Л. Фейербаха : Лекция. — М.: Изд-во Моск. ун-та, 1957. — 61 с. — 12 500 экз.
- Баскин М. П. Что нужно знать подготовленному марксисту?. — [М.]: Новая Москва, 1924. — 48 с. — (Б-ка самообразования).
- Баскин М. П. Что такое философия. — [Харьков]: Пролетарий, 1925. — 52 с. — (Б-чка рабочего / Под общ. ред. Б. И. Горева ; № 5).
  - . — М.: Моск. рабочий, 1956. — 64 с. — (Общедоступная б-чка по философии). — 40 000 экз.
  - . — М.: Моск. рабочий, 1958. — 72 с. — (Общедоступная б-чка по философии). — 49 000 экз.
- Баскин М. П. Что читать по диалектическому материализму. — [М.]: Огиз — Молодая гвардия, 1931. — 64 с. — (Что читать комсомольскому активу у классиков марксизма и ленинизма).
- Баскин М. П., Чудновцев М. И. Систематическая хрестоматия по марксизму. — [Херсон]: Пролетарий, 1925. — Т. 1: Предшественники марксизма. — 295 с.
- Баскин М. П., Чудновцев М. И. Хрестоматия по политграмоте. — [М.]: Новая Москва, 1924. — 315 с. — (Б-ка самообразования).
  - . — 2-е изд., испр. и доп. — [М.]: Новая Москва, 1924. — 315 с.
  - . — 3-е изд. — [М.]: Новая Москва, 1924. — 346 с.

## Награды
- орден Ленина (27.03.1954)
- орден «Знак Почёта»